# Arnold Zeck
Arnold Zeck è un personaggio di fantasia nato dalla penna dello scrittore statunitense Rex Stout, che compare nelle opere della serie di Nero Wolfe.

## Il personaggio
Zeck appare in tre romanzi di Nero Wolfe. È un boss criminale misterioso e piuttosto potente, dalle capacità intellettuali notevoli. Con Wolfe si sviluppa una mutua ammirazione, anche se la loro avversità è chiara sin dall'inizio. Wolfe lo detesta e lo teme:
La presenza malevola di Zeck giunge attraverso il telefono in due romanzi, Abbiamo trasmesso (1948) e Nient'altro che la verità (1949). Zeck aveva già precedentemente telefonato a Wolfe in due occasioni: il 9 giugno del 1943, per il lavoro svolto da Wolfe per il generale Carpenter; e il 16 gennaio del 1946, riguardo Mrs. Tremont. Appare per la prima volta nel romanzo Nelle migliori famiglie (1950), il terzo di quella che è famosa per essere la Trilogia di Zeck, in cui Nero Wolfe trova necessario sconfiggere Zeck una volta per tutte. Nel 1974, la Viking Press ha pubblicato i tre romanzi di Zeck in un volume.
Zeck è uno specialista nell'organizzare crimini che non possono essere ricondotti a lui in alcun modo. Si limita a organizzare piani complessi ed estremamente intelligenti e non entra mai personalmente in contatto con criminali di professione. Ufficialmente è solo un uomo d'affari che possiede una casa sulla collina più alta della contea di Westchester e che ha donato il suo panfilo alla Guardia Costiera durante la seconda guerra mondiale.